# مارك بارهام
مارك بارهام (بالإنجليزية: Mark Barham)‏ هو لاعب كرة قدم بريطاني، ولد في 12 يوليو 1962 في فولكستون ‏ في المملكة المتحدة. شارك مع منتخب إنجلترا لكرة القدم. أما مع النوادي، فقد لعب مع برايتون أند هوف ألبيون وشروزبري تاون ونادي كيتشي ونادي ميدلزبره ونورويتش سيتي وهدرسفيلد تاون ووست بروميتش ألبيون.

## وصلات خارجية
- مارك بارهام على موقع قاعدة بيانات كرة القدم.إي يو (الإنجليزية)
- مارك بارهام على موقع ناشيونال فوتبول تيمز (الإنجليزية)
- مارك بارهام على موقع عالم كرة القدم.نت (الإنجليزية)